# Bhaskara 1
| Organização         | ISRO                                  |
| Estado              | Reentrou na atmosfera                 |
| Data do lançamento  | 7 de junho de 1979                    |
| Lançado por         | Kosmos 3                              |
| Local do lançamento | Kapustin Yar                          |
| Retorno             | 17 de fevereiro de 1989               |
| Finalidade          | Experimental e observação da Terra    |
| Configuração        | Poliedro de 26 faces                  |
| Massa               | 444 kg                                |
| Dimensões           | 1,66 m de altura x 1,55 m de diâmetro |
| NSSDC ID            | 1979-051A                             |

Bhaskara 1 foi um satélite artificial da ISRO (agência espacial indiana) lançado em 7 de junho de 1979 pelo foguete Kosmos 3 a partir da base de lançamento de Kapustin Yar. Foi o segundo satélite artificial indiano depois do Aryabhata e recebeu o nome de um dos matemáticos indianos de mesmo nome, Bhaskara I e Bhaskara II. Reentrou na atmosfera em 17 de fevereiro de 1989.